# Портфейл за криптовалути
Портфейл за криптовалути е устройство, физически носител, програма или услуга, която съхранява публичните и/или частните ключове и може да се използва за проследяване на собствеността, получаване или изразходване на криптовалути. Самата криптовалута не е в портфейла. В случай на биткойн и производните му криптовалутата се съхранява и се поддържа в публичен регистър на трансакциите, наречен блокчейн.

## Функционалност
Портфейлът за криптовалута, за разлика от банковата сметка, съдържа двойка публични и частни криптографски ключове. Публичният ключ позволява на други портфейли да извършват плащания към адреса на портфейла, докато частният ключ позволява изразходването на криптовалута от този адрес.

## Видове портфейли
Портфейлите могат да бъдат или цифрови приложения, или базирани на хардуер. Те или съхраняват частния ключ на потребителя, или частният ключ се съхранява отдалечено и трансакциите се разрешават от трета страна.

### Физически портфейли
Физическите портфейли съхраняват идентификационните данни, необходими за изразходване на използваната криптовалута офлайн и могат да бъдат толкова прости, като хартиена разпечатка на частния ключ. Хартиен портфейл се създава с ключ, генериран на компютър без интернет връзка; частният ключ се записва или отпечатва на хартия и след това се изтрива от компютъра. Методът на съхранение на частните ключове офлайн е известен още като студено съхранение.
Физическите портфейли също могат да бъдат под формата на метални жетони с частен ключ, достъпен под холограма намираща се във вдлъбнатина от обратната страна на жетона. Холограмата се самоунищожава след като е премахната от жетона, показвайки, че частният ключ е бил използван. Първоначално за създаването на тези жетони се използват неблагородни метали, но по-късно с нарастване стойността и популярността на биткойн започват да се използват ценни метали. Колекцията от монети на Британския музей включва четири екземпляра от най-ранната серия биткойн жетони, а един от тях е изложен в галерията с монети на музея.
Друг вид физически портфейл, наречен хардуерен портфейл, поддържа идентификационните данни офлайн, като същевременно улеснява трансакциите. Хардуерният портфейл действа като компютърна периферия и подписва трансакции при поискване от потребителя, който трябва да натисне бутон на портфейла, за да потвърди, че възнамерява да извърши трансакцията. Хардуерните портфейли никога не излагат своите лични ключове, съхранявайки криптовалутата в студено съхранение, дори когато се използват с компютри, които могат да бъдат компрометирани от злонамерен софтуер.

### Цифрови портфейли
Цифров портфейл или горещ портфейл е всеки портфейл, който е свързан по някакъв начин с Интернет. Цифровите портфейли могат да бъдат базирани на софтуер, който съхранява частния ключ върху устройството на което е инсталиран софтуера, или онлайн портфейли. При онлайн портфейлите ключовете на потребителя се съхраняват при доставчика на услугата. В резултат на това потребителят трябва да има пълно доверие на доставчика на онлайн портфейла. Злонамерен доставчик или нарушаването на сигурността на сървъра може да доведе до открадване на поверените криптовалути.